# Стів Макманаман
Стів Макма́наман (англ. Steve McManaman, нар. 11 лютого 1972, Ліверпуль) — англійський футболіст, півзахисник.

## Клубна кар'єра
Вихованець футбольної школи клубу «Ліверпуль». Дорослу футбольну кар'єру розпочав 1989 року в основній команді того ж клубу, в якій провів десять сезонів, взявши участь у 274 матчах чемпіонату. Більшість часу, проведеного у складі «Ліверпуля», був основним гравцем команди. За цей час ставав володарем Кубка Англії.
Своєю грою за цю команду привернув увагу представників тренерського штабу клубу «Реал Мадрид», до складу якого приєднався 1999 року. Відіграв за королівський клуб наступні чотири сезони своєї ігрової кар'єри. Граючи у складі мадридського «Реала» також здебільшого виходив на поле в основному складі команди. За цей час додав до переліку своїх трофеїв два титули чемпіона Іспанії, ставав переможцем Ліги чемпіонів УЄФА (також двічі), володарем Суперкубка УЄФА, володарем Міжконтинентального кубка.
Завершив професійну ігрову кар'єру у клубі «Манчестер Сіті», за команду якого виступав протягом 2003–2005 років.

## Виступи за збірну
1994 року дебютував в офіційних матчах у складі національної збірної Англії. Протягом кар'єри у національній команді, яка тривала 8 років, провів у формі головної команди країни 37 матчів, забивши 3 голи.
У складі збірної був учасником чемпіонату Європи 1996 року в Англії, на якому команда здобула бронзові нагороди, чемпіонату світу 1998 року у Франції, чемпіонату Європи 2000 року у Бельгії та Нідерландах.

## Титули та досягнення
«Ліверпуль»
- Володар Суперкубка Англії з футболу: 1989, 1990
- Володар Кубка Англії: 1991-92
- Володар Кубка Футбольної ліги: 1994-95

«Реал Мадрид»
- Чемпіон Іспанії: 2000-01, 2002-03
- Переможець Ліги чемпіонів УЄФА: 1999-00, 2001-02
- Володар Суперкубка Іспанії: 2001
- Володар Суперкубка УЄФА: 2002
- Володар Міжконтинентального кубка: 2002